# Eupodotis vigorsii
Eupodotis vigorsii е вид птица от семейство Otididae. Видът е незастрашен от изчезване.

## Разпространение
Разпространен е в Лесото, Намибия и Южна Африка.